# Xã Franklin, Quận Greene, Pennsylvania
Xã Franklin (tiếng Anh: Franklin Township) là một xã thuộc quận Greene, tiểu bang Pennsylvania, Hoa Kỳ. Năm 2010, dân số của xã này là 7.280 người.